# Laho (Veriora)
Laho – wieś w Estonii, w prowincji Põlva, w gminie Veriora.